# Escut del Pinell de Brai
L'escut oficial del Pinell de Brai té el següent blasonament:
Escut caironat: d'or, un pi arrencat de sinople; el cap quarterat: al primer, de gules, un castell d'or tancat d'atzur; al segon, d'argent, un lleó de porpra; al tercer, d'or, quatre pals de gules; al quart, de gules, una cadena d'or passada en creu, en sautor i en orla carregada en abisme d'un caboixó de sinople; gaiat curvilini a la punta i abaixat d'argent, una magrana tijada i fullada de sinople i oberta de gules; sobre el tot un escussó ovalat d'atzur amb tres flors de lis d'or i la bordura de gules. Per timbre, una corona mural de vila.

## Història
Va ser aprovat el 26 de novembre de 1999.
El pi és un senyal parlant al·lusiu al nom de la localitat. Les armes del regne d'Espanya que apareixen al cap de l'escut hi són per un privilegi reial de Carles III, que va nomenar el Pinell de Brai "vila fidelíssima" en gratitud per la seva lleialtat a Felip V en la guerra de Successió.